# آنتونیو دی ویتیس
آنتونیو دی ویتیس (انگلیسی: Antonio De Vitis؛ زادهٔ ۱۶ مهٔ ۱۹۶۴) بازیکن فوتبال اهل ایتالیا است.
از باشگاه‌هایی که در آن بازی کرده‌است می‌توان به باشگاه فوتبال هلاس ورونا، باشگاه فوتبال سالرنیتانا، باشگاه فوتبال اودینزه، باشگاه فوتبال پیاچنزا، باشگاه فوتبال پالرمو، و باشگاه فوتبال ناپولی اشاره کرد.